# Aldo Romano
Aldo Romano (Belluno, 16 januari 1941) is een Italiaanse jazzdrummer.

## Biografie
Romano groeide op in Frankrijk. Hij begon zijn loopbaan als gitarist, onder invloed van Art Taylor ging hij drummen. Hij speelde in clubs in Parijs, met musici als Bud Powell, Jackie McLean, Jay Jay Johnson, Stan Getz en Kenny Drew. Begin jaren zestig speelde hij in de groep van Bernard Vitet en François Tusques  en die van Don Cherry (met Gato Barbieri en Karl Berger). Hij werkte tevens met Kent Carter, Michel Portal, Carla Bley, Steve Lacy (opnames). Hij toerde met onder meer Dexter Gordon en speelde jazzrock met Joachim Kühn en de in 1974 opgerichte groep Pork Pie (met Jasper van't Hof, Philip Catherine en Charlie Mariano). In 1977 nam hij met Jean-François Jenny-Clark een album op, opgedragen aan Cesare Pavese. Vanaf 1980 werkte hij veel samen met Françcois Jeanneau, René Urtreger en Enrico Rava. Hij speelde tien jaar in een trio met Louis Sclavis en Henri Texier, de eerste plaat van de drie verscheen in 1994. In 2004 kreeg hij een Jazzpar-prijs en trad hij met een speciaal voor de gelegenheid opgerichte groep in Denemarken, met o.m.zangeres Susi Hyldgaard. Datzelfde jaar verscheen zijn album "Because of Bechet". In 2015 kwam hij met een autobiografie.

## Discografie
- Divieto di Sanctificazione (Horo, 1977)
- Enrico Rava Quartet (ECM, 1978)
- Alma Latina (Universal, 1983)
- Ritual (Owl Records, 1988)
- To Be Ornette to Be (Owl, 1989)
- Latin Memories (Sony, 1991)
- Weather Clear, Track Fast (Mesa Recordings/Bluemoon Recordings/Enja Records, 1991)
- Ten Tales (Sunnyside, 1989, 1994)
- Prosodie (Polygram, 1995)
- Canzoni, (Enja, 1997, 2013)
- Non Dimenticar (Phonogram, 1993, 1999)
- Corners (Label Bleu, 1998, 2000)
- Carnet de Routes, (2000)
- Il Piacere, (Universal, 1979, 2001)
- Palatino Chap. 3 (EmArcy, 2001)
- Because of Bechet (Universal, 2002, 2009)
- Threesome (Universal, 2005)
- Chante (Dreyfus, 2006 (met Carla Bruni))
- Flower Power (Naïve, 2006)
- Intervista (Polygram, 2001, 2007)
- Night Diary (Saga Jazz, 2007)
- Etat de Fait (Dreyfus Jazz, 2008)
- Just Jazz (Dreyfus, 2008)
- Origine (Dreyfus, 2010)
- Scene Is Clean (JMS, 2010)
- Adventures Trio (Abeat Records, 2010)
- Inner Smile (Dreyfus, 2011)
- African Flashback (Label Bleu, 2013)[1]

### Als 'sideman'
Met Gordon Beck
- Sunbird (JMS-Cream, 1979)

Met Don Cherry
- Togetherness (Durium, 1965)

Met Paolo Damiani
- Poor Memory (Splasc(h), 1987)

Met Michel Graillier
- Dream Drops (Owl, 1982)

Met trio Philip Catherine 
- Transparence (1986)

Met Rolf Kühn en Joachim Kühn
- Impressions of New York (Impulse!, 1967)

Met Steve Lacy
- Jazz Realities (Fontana, 1966)
- Disposability (RCA [Italy], 1966)
- Sortie (GTA Records, 1966)
- Epistophy (BYG Actuel, 1969)

Met Michel Petrucciani
- Flash (Bingow Records, 1980)
- Michel Petrucciani (Owl, 1981)
- Estate (IRD Records, 1982)
- Playground (Blue Note, 1991)

Met Enrico Rava
- Enrico Rava Quartet (ECM, 1978)

Met Steve Kuhn, Miroslav Vitous
- Oceans in the Sky (Owl, 1990)

Met Louis Sclavis, Henri Texier en Guy Le Querrec
- Suite Africaine (Label Bleu, 1999)

- Bibliothèque nationale de France: cb138991399 (data)
- Gemeinsame Normdatei: 134897552
- International Standard Name Identifier: 0000 0000 7996 5411
- Library of Congress Control Number: no2003069026
- Nationale Bibliotheek van Letland: 000038218
- MusicBrainz: c54c854c-22b3-4554-bb97-bf2fed8f124b
- Nationale Bibliotheek van Tsjechië: xx0214559
- Nederlandse Thesaurus van Auteursnamen: 100594379
- Réseau des bibliothèques de Suisse occidentale: 02-A012342061
- Istituto Centrale per il Catalogo Unico: MODV340031
- SNAC: w6cn94nc
- Système universitaire de documentation: 078097681
- Virtual International Authority File: 54333660
- WorldCat: E39PBJdGPkCTT6Xwtqk9Dcp9Dq